# 武仲良
武仲良（1969年9月—），安徽宿县人，汉族，中国共产党党员，中国人民解放军少将。

## 生平
1989年入伍，历任战士，排长，连长，某直属营营长，某旅副参谋长，人武部政委等职。2013年任80集团军某特战旅政委，升任副师级。2018年升任中国人民解放军陆军第八十集团军政治部副主任。2020年升任中国人民解放军陆军第七十三集团军副政委，跻身副军级。中华人民共和国政治人物、第十三届全国人民代表大会解放军和武警部队代表。
2018年，武仲良被选为解放军和武警部队出席第十三届全国人民代表大会代表。
他还是福建省第十四届人大代表。